# Stanbrook
Le Stanbrook est un bateau à vapeur de la marine marchande britannique célèbre pour l'action héroïque de son capitaine, Archibald Dickson, qui décide de sauver des familles républicaines piégées dans le port d'Alicante le 28 mars 1939, à la fin de la guerre d'Espagne.
Le navire sera torpillé six mois après cet épisode, en mer du Nord, par les Allemands.

## Contexte historique

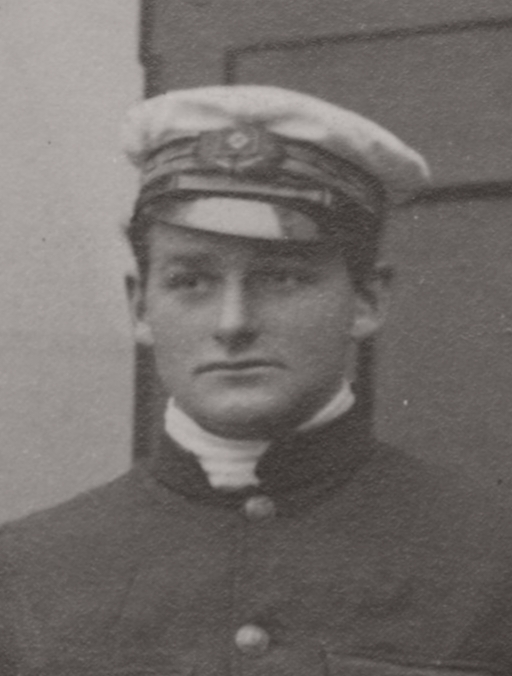
Le capitaine du navire, Archibald Dickson.

En mars 1939, à la fin de la guerre d'Espagne, un très grand nombre de familles républicaines rejoignent Alicante dans l'espoir de s'exiler par la mer. Or, le blocus maritime, l'aviation nazie et le renfort des militaires italiens de la division Littorio interdisent à tout bateau humanitaire d'accoster : le port d'Alicante devient un piège pour des milliers de républicains. Ils sont arrêtés sur les quais et conduits par les soldats italiens de la division Littorio, unité militaire venue en renfort des troupes franquistes, au camp de concentration de Los Almendros, puis à celui d'Albatera, où ils sont internés.
Le Stanbrook est alors à cette époque au service du gouvernement républicain espagnol, au travers de la compagnie France-Navigation.
Le Stanbrook fut visé plusieurs fois par l'aviation nationaliste. Il fut touché par une bombe lors d’un raid aérien sur Barcelone le 30 avril 1938. Il fut ensuite coulé après avoir été touché par des bombes larguées par des hydravions Savoia de l'aviation Italienne, le 19 août 1938, au port de Vallcarca, près de Barcelone. Le navire sera réhabilité pour naviguer à nouveau,. Le 9 février 1939, le navire subira à nouveau de lourds dommage causés par l'aviation franquiste dans le port de Valence.
D'autres navires sont également partis du port d'Alicante, au mois de mars 1939 avant le Stanbrook. Le Ronwyn, le 12 mars, avec 637 passagers, et l'African Trader, le 19 mars, avec 859 personnes. Enfin, le Maritime est parti le 29 mars, avec seulement 32 personnes à bord qui étaient des responsables Républicains importants,. Le Lézardrieux partira également le 29 mars du port de Valence à destination d'Oran.
De plus petites embarcations ont également rejoint l'Algérie ou le Maroc, comme notamment le chalutier La Guapa, parti de Santa Pola et arrivé à Ténès le 31 mars, avec 94 personnes,.

## Sauvetage des réfugiés
Le 17 Février 1939, revenant de Valence, le Stanbrook s'amarre à Marseille, avec à son bord 6 réfugiés espagnols,. Le navire restera à quai dans le port de Marseille un mois. Le 17 Mars 1939, le capitaine Gallois Archibald Dickson reçoit l'ordre de partir pour Alicante. Le navire, après avoir évité un destroyer nationaliste, y arrivera le 19 Mars 1939,.
Le 28 mars 1939, quatre jours avant la fin de la guerre, le Stanbrook est à quai, attendant des cargaisons de tabac, d'oranges et de safran. Des milliers de réfugiés se massent sur le quai, au bureau des douanes. Les réfugiés sont composés de soldats et gradés de l'armée républicaine, de brigadistes internationaux, de fonctionnaires, de politiques, de militants...
Selon une lettre écrite par Archibald Dickson datée du 2 avril 1939 et envoyée au journal Britannique The Sunday Dispatch, les responsables du port lui demandent d'embarquer ces passagers et de les déposer à Oran. Il décide alors de les faire embarquer, à l'encontre des ordres de son armateur,. L'écrivain, journaliste et ex -vice-président du SPD du sous-district de Munich, Rolf Reventlow, mentionne également le gouverneur civil de l'époque, Manuel Rodríguez Martínez, qui aurait réussi à convaincre le capitaine.
Le Stanbrook quitte le port le 28 mars au soir, aux alentours de 22 h 30, avec environ 3000 personnes à son bord. Le capitaine força le blocus nationaliste en naviguant sans lumières. Le Stanbrook fait alors route vers Oran. 10 à 15 minutes plus tard, l'aviation nationaliste bombardera le port,,.
Après 22 h de trajet, le Stanbrook atteint le port de Mers el-Kébir, près d'Oran,. Le 30 mars, le navire sera ensuite amarré au quai du ravin-blanc, dans le port d'Oran.
Une liste des passagers sera dressée par la préfecture de police. Cette dernière est consultable aux Archives nationales d'Outre-Mer à Aix-en-Provence. Cependant, certains passagers ne sont pas présents sur la liste officielle, probablement descendus grâce à un contact important, ou tout simplement non comptabilisés, à la suite des débarquements successifs.
La liste dressée par les autorités françaises, comptabilise 2638 personnes (avec des doublons sur certains noms). De son côté, la Federación Socialista de Alicante fait état de 3016 personnes,. Le politicien espagnol Rodolfo Llopis, dans un article du 11 juin 1953 du journal El Socialista, mentionne le nombre de 3028 passagers.
Les malades, les blessés, les femmes et les enfants seront débarqués les premiers. Le reste des milliers d'exilés ne sera totalement débarqué que le 27 avril,, après avoir passé pour certains près d'un mois sur le navire, dans la promiscuité et l'insalubrité. C'est surtout le risque de départ d'épidémie qui motiva les autorités françaises à débarquer totalement les exilés.

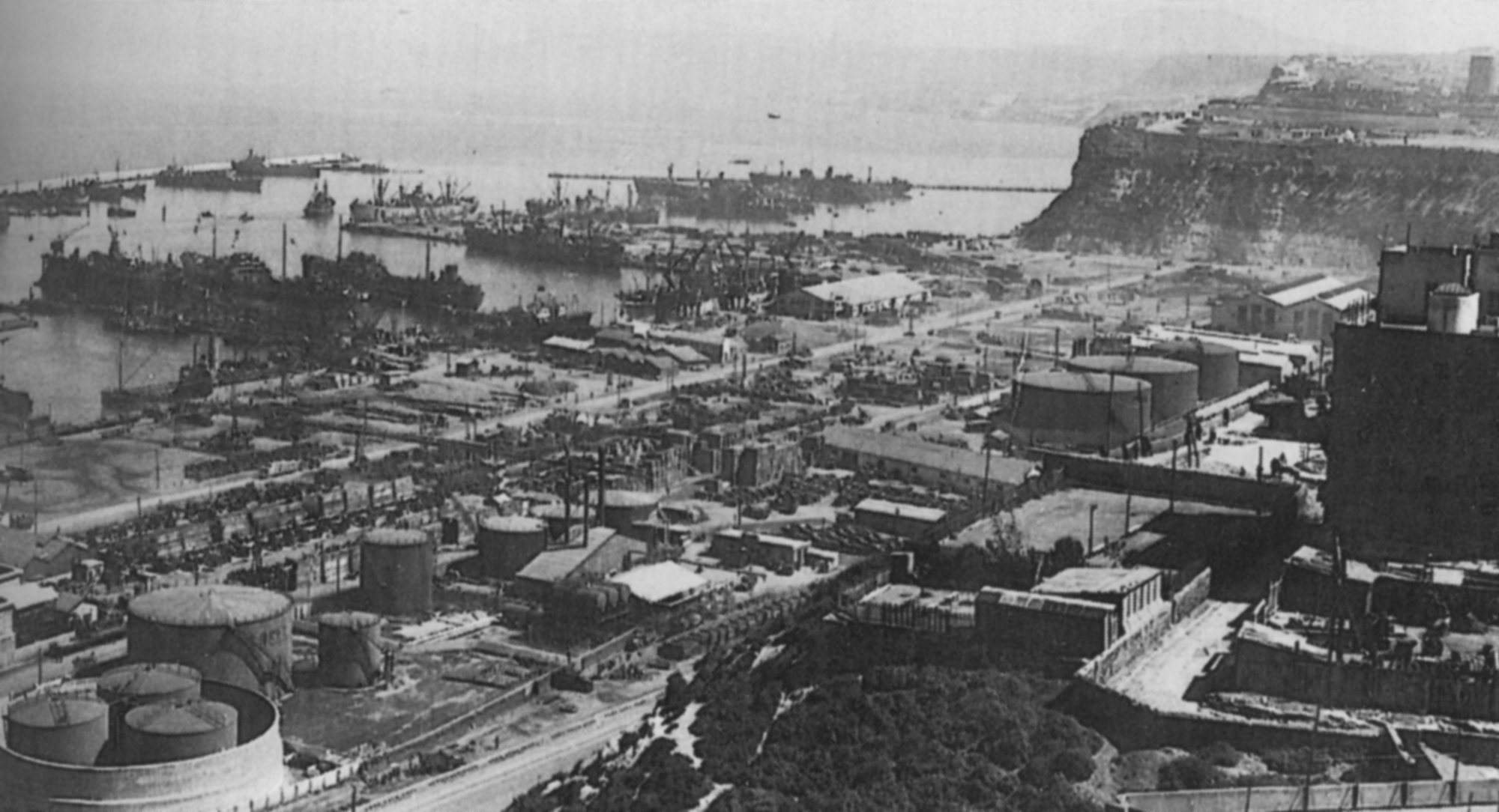
Photographie du port d'Oran en 1943, avec le quai du ravin blanc au fond, où étaient le Lézardrieux, le Stanbrook et l'African Trader

Le nombre exact de personnes est inconnu et de nombreuses erreurs semblent s'être glissées dans la liste rédigée par les autorités françaises,. De plus, plusieurs personnalités (Julio MANGADA ROSENÖRN, Ricardo SERNA ALBA, Manuel VERDU GONZALEZ...) notamment liées au socialisme, au communisme ou à la franc-maçonnerie semblent avoir bénéficié d'un débarquement précoce grâce à des contacts privilégiés sur place,.
Le 8 avril, le Stanbrook, l'African Trader et le Lézardrieux seront saisis sur ordre du préfet d'Oran. Le Stanbrook repartira quant à lui le 7 mai du port d'Oran, à destination de Casablanca,,.
Les journaux locaux d'Oran de l'époque couvriront assez précisément le déroulement des événements. Le quotidien L'Écho d'Oran sera ouvertement hostile aux réfugiés, tandis que l'Oran républicain, organe de presse créé par des républicains de gauche, appelait à la solidarité des Oranais envers les réfugiés, et fustigeait les conditions de détention des exilés. Du côté d'Alger, où se trouvaient plusieurs camps d'accueil, le quotidien Alger républicain a couvert les événements liés aux camps et a relayé les demandes des réfugiés.

### Personnalités notables à bord duStanbrook
- Passager no 753: Antonio Gassó Fuentes, dit Gaskin, pilote au service de la République durant la guerre civile. Il fut formé en URSS, d'où il a tiré son surnom. Sa fille Laura Gassó, a publié son journal, sous le titre Diario de Gaskin: Un piloto de la República en los campos de concentración norteafricanos[45].
- Passager no 1244: José Muñoz Congost, journaliste, militant anarchosyndicaliste et co-responsable du journal alicantin Liberación, organe de la CNT-FAI-FIJL, et écrivain du livre Por tierras de moros, œuvre fondamentale sur la documentation de la réalité des camps algériens[46].
- Passager no 1560: Germinal Ros i Martí, journaliste, écrivain et militant au Parti Socialiste Unifié de Catalogne[47].
- Passager no 1950: Antonio Mas Serna, syndicaliste, maire de Crevillent, localité proche d'Alicante et délégué au PSOE[48],[49].
- Passager no 1957: Manuel Menargues Vicens, premier maire républicain de Crevillent, élu à la suite des élections municipales du 12 avril 1931. Il sera arrêté par la Gestapo à Tanger, puis rapatrié en Espagne où il sera incarcéré. Il sera condamné à mort par un tribunal de guerre franquiste et fusillé le 28 octobre 1941[50].
- Passager no 2058: José Escudero Bernícola, avocat et gouverneur civil successivement de Salamanque, Zamora puis Grenade. Son petit-fils Francisco Escudero Galante rend hommage à sa mémoire dans le livre El pasajero 2058. La odisea del Stranbrook[51].
- Passager no 2073: Amado Granell, officier dans l'armée républicaine espagnole et plus tard officier de La Nueve. Il participera à la libération de Paris le 25 août 1944[52],[53].

#### Passagers ne se trouvant pas dans la liste officielle
- Julio Mangada Rosenörn, militaire professionnel fidèle à la république, qui a participé à de nombreuses batailles. Il finira promu colonel[54].

## Epilogue
- La majeure partie des réfugiés du Stanbrook ayant combattu a été par la suite notamment conduite par les autorités françaises à Camp Morand, à Boghari, au Sahara, où son exil continuera dans des conditions effroyables, les camps d'accueil étant en réalité des camps de travail forcé[55]. D'autres réfugiés ont également été conduits au camp de Relizane.
- Les civils ont, eux, logé pour la plupart dans des centres d'hébergement à Oran et ses environs[56].

- Six mois après le sauvetage héroïque d'Alicante, le Stanbrook est torpillé le 19 novembre 1939 à 2h13 en Mer du Nord, sur la route entre Anvers et Blyth, par le sous-marin allemand U-57. L'ensemble des 20 membres d'équipage périra, dont le capitaine Archibald Dickson[57],[58],[59]. Selon le journaliste et militant communiste catalan Germinal Ros, une minute de silence sera observée dans les camps d'Algérie lorsque les exilés l'apprendront[7].
- Certains des exilés, comme Amado Granell, s'engageront dans La Nueve, et participeront à la libération de Paris le 25 août 1944.

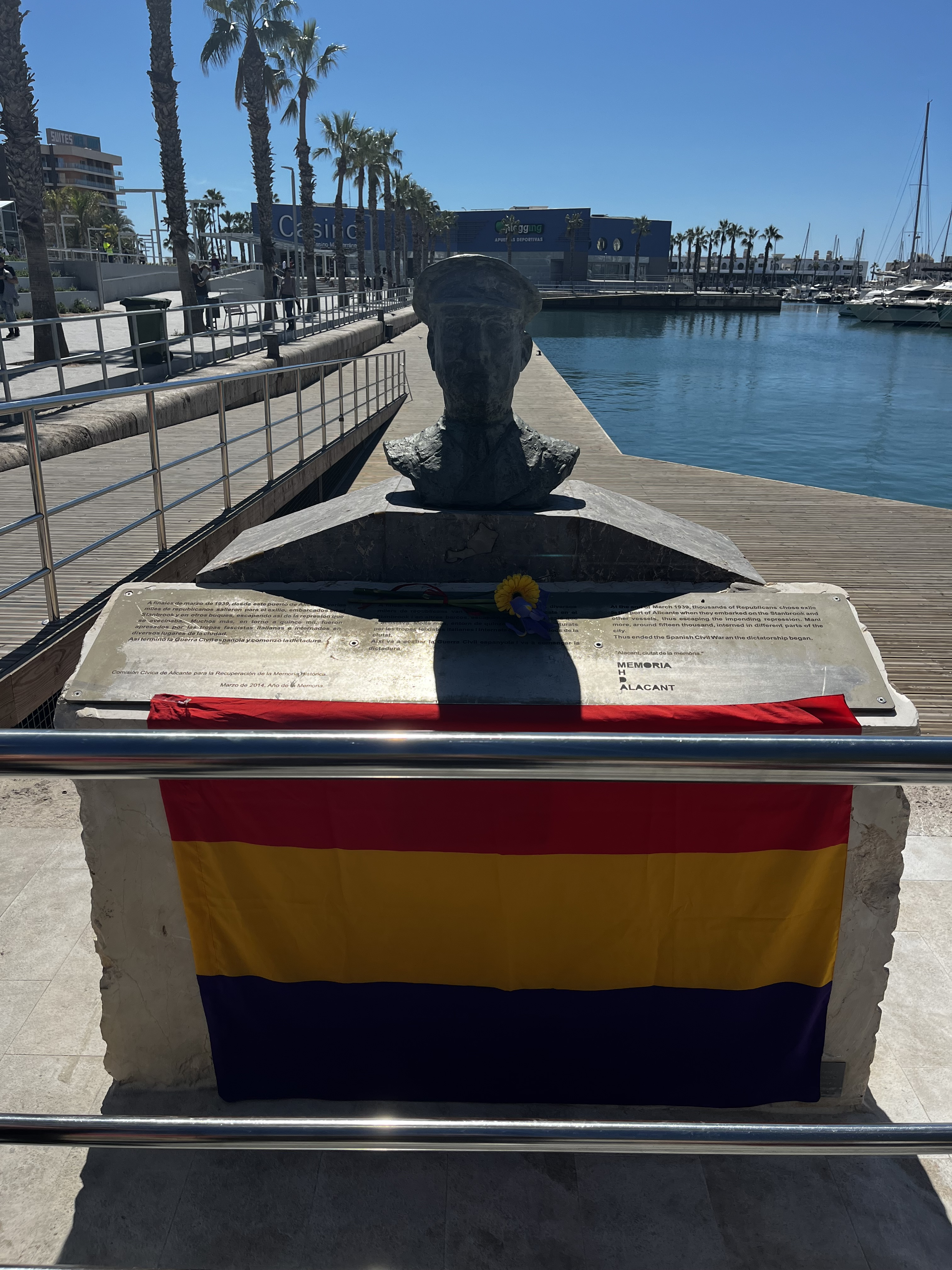
Buste d'Archibald Dickson, lors de la commémoration du 25 mars 2023, à Alicante.

## Monuments commémoratifs
- L'équipage et son capitaine sont présents sur le Mémorial de Tower Hill à Londres[60].
- Un monolithe a été inauguré le 1er juin 2014 à Oran, à l'esplanade Sidi M’HAMED, en hommage aux passagers du navire et au peuple algérien pour l'accueil fait aux réfugiés. L'hommage est écrit en français, espagnol, catalan et arabe[61].
- Un buste commémoratif du capitaine Archibald Dickson a été inauguré en 2014 au port d'Alicante[62].
- La ville d'Alicante a dédié une rue en souvenir du navire.
- La ville de Cardiff a prévu de mettre en place un mémorial sur l'action héroïque du capitaine Archibald Dickson[63].

## Culture populaire
De nombreuses références au Stanbrook existent dans la culture populaire, notamment:
- Un groupe d'Heavy Métal d'Alicante porte le nom du navire, en hommage à ce dernier et à l'équipage[64]
- Un court métrage, Stanbrook, sorti en 2020 et réalisé par Óscar Bernàcer[65]
- Un film documentaire, Aurore, sorti en 2007 de Christian Caroz[66]
- La bande dessinée La Nueve: les républicains espagnols qui ont libéré Paris, par Paco Roca, consacre un passage au navire, au travers du personnage fictif de Miguel Ruiz, passager du Stanbrook.